# Giulio Maria della Somaglia
Giulio Maria della Somaglia (ur. 29 lipca 1744 w Piacenzy, zm. 2 kwietnia 1830 w Rzymie) – włoski duchowny, kardynał, dyplomata.

## Życiorys
Ukończył studia na uniwersytecie La Sapienza w Rzymie z tytułem doktora praw. Pracował w Kurii Rzymskiej od 1769 roku. Sekretarz Kongregacji ds. Odpustów i Świętych Relikwii (1775-84), Kongregacji ds. Obrzędów (1784-87) i Kongregacji ds. Biskupów i Zakonników (1787-95). W 1788 wybrano go tytularnym patriarchą Antiochii, uzyskał sakrę biskupią z rąk szwajcarskiego kardynała Hiacynta Gerdila.
W 1795 uzyskał nominację kardynalską i został wikariuszem generalnym diecezji rzymskiej (zrezygnował 1818), prefektem Kongregacji ds. Rezydencji Biskupów, archiprezbiterem bazyliki laterańskiej. W 1798 na polecenie papieża Piusa VI bezskutecznie próbował przekonać armię francuską do odstąpienia od marszu na Rzym. Niedługo potem został na krótko aresztowany przez Francuzów, a następnie wygnany z Rzymu, za pomoc w ucieczce kardynałom Braschi Onesti i Albaniemu (mieli być aresztowani). Uczestniczył w Konklawe 1799–1800, pomógł nowemu papieżowi Piusowi VII objąć władzę w Rzymie. Następnie został wyznaczony do negocjowania z Francją konkordatu. Prefekt Kongregacji ds. Obrzędów od 1800. W 1808 po ponownym zdobyciu Wiecznego Miasta przez Napoleona został sprowadzony do Francji i osadzony w Charleville. Z powodu odmowy uczestniczenia w ślubie Napoleona z arcyksiężną Marią Ludwiką Austriacką zabroniono mu (podobnie jak 12 innym kardynałom) noszenia oznak godności kardynalskiej. Po podpisaniu konkordatu w Fontainebleau w 1813 został zwolniony i połączył się z papieżem, ale w styczniu 1814 internowano go ponownie i osadzono w Draguignan. Uwolniony kilka tygodni później, powrócił do Rzymu. Papież Pius VII zatwierdził go na zajmowanych dotąd stanowiskach, a ponadto mianował sekretarzem Rzymskiej Inkwizycji oraz biskupem Frascati. Wicekanclerz Świętego Kościoła Rzymskiego od 1818. Biskup Porto e Santa Rufina 1818-20. W maju 1820 uzyskał promocję do diecezji Ostia e Velletri i objął funkcję dziekana Świętego Kolegium. Przewodniczył konklawe 1823 i konklawe 1829, na tym pierwszym był uważany za papabile. Osiągnął duże wpływy za pontyfikatu Leona XII – był sekretarzem stanu (1823-28), proprefektem Kongregacji Propaganda Fide (1824-26) i bibliotekarzem św. Kościoła Rzymskiego (od 1826). Jako sekretarz stanu w polityce zagranicznej kontynuował w znacznej mierze politykę kardynała Consalviego, natomiast w polityce wewnętrznej wspierał reakcyjny kurs Leona XII. Był ostatnim żyjącym kardynałem z nominacji Piusa VI. Zmarł w Rzymie, został pochowany w bazylice Santa Maria sopra Minerva.